# 2006年全國體育大會台球比賽
全國第三屆體育大會台球項目由5月21日至5月27日於蘇州市體育館舉行，設美式9球男子個人賽、美式9球女子個人賽、美式8球男子個人賽、美式8球女子個人賽、男子斯諾克個人賽以及男子斯諾克團體賽，合共6個小項。

## 獎牌分佈情況

### 男子

#### 美式9球男子個人賽
北京的李赫文於5月23日的決賽中以11:6擊敗上海的傳儉波，贏得金牌；張樹春以兩分之距離戰勝上海的梅逸飛，取得銅牌。
| 獎牌 | 運動員           |
| 金牌 | 李赫文（北京）   |
| 銀牌 | 傳儉波（上海）   |
| 銅牌 | 張樹春（黑龍江） |

#### 美式8球男子個人賽
5月26日的決賽中，除猛與劉巍打成11:9，奪得金牌，謝召輝就以11:3大勝以個人為單位的趙洋。
| 獎牌 | 運動員           |
| 金牌 | 除猛（北京）     |
| 銀牌 | 劉巍（廣東）     |
| 銅牌 | 謝召輝（黑龍江） |

#### 男子斯諾克個人賽
江蘇的丁俊暉以8:5的比分擊敗劉闖，而梁文博就以6:1的比分取得季軍。
| 獎牌 | 運動員           |
| 金牌 | 丁俊暉（江蘇）   |
| 銀牌 | 劉闖（廣東）     |
| 銅牌 | 梁文博（黑龍江） |

#### 男子斯諾克團體賽
男子斯諾克賽於5月27日舉行，深圳以2:0取勝，廣東就以2:0擊落新疆。
| 獎牌 | 隊伍 |
| 金牌 | 深圳 |
| 銀牌 | 北京 |
| 銅牌 | 廣東 |

### 女子

#### 美式8球女子個人賽
27日舉行的決賽，周萌萌以11:9擊敗同鄉的潘曉婷；李佳以1分小勝黑龍江的付小芳。
| 獎牌 | 運動員         |
| 金牌 | 周萌萌（上海） |
| 銀牌 | 潘曉婷（上海） |
| 銅牌 | 李佳（廈門）   |

#### 美式9球女子個人賽
潘曉婷以11:3贏得金牌，張媛媛以9:3的成績取得銅牌。
| 獎牌 | 運動員         |
| 金牌 | 潘曉婷（上海） |
| 銀牌 | 葉思思（廈門） |
| 銅牌 | 張媛媛（天津） |